# Glomeris lunatosignata
Glomeris lunatosignata är en mångfotingart som beskrevs av Costa 1882. Glomeris lunatosignata ingår i släktet Glomeris och familjen klotdubbelfotingar. Inga underarter finns listade i Catalogue of Life.